# جوه
جوه (به لهستانی:  Dziwy) یک روستا در لهستان است که در گمینا لوبوویز واقع شده‌است.